# Liste de constructeurs de machines agricoles

## Les principaux constructeurs
- AGRAM ( France)
- Aebi ( Suisse)
- ALBinnovation-LIFT ( Danemark)
- AGCO (Challenger ; Fendt ; Massey Ferguson ; Valtra ; Fella ; Hesston ; Laverda ;  Terra-Gator)  ( États-Unis)
- AGRONOMIC ( France)
- Alpego ( Italie)
- Amazonen-Werke ( Allemagne)
- Argo (Landini ; McCormick ; Valpadana)  ( Italie)
- AVR ( Belgique)
- Belair SARL ( France)
- Belarus Minsk Tractor Works
- Bonnel SA ( France)
- Bourgoin SAS ( France)
- Bruneau SAS ( France)
- Bruneau Manutention ( France)
- Bucher Industries (Kuhn) ( Suisse)
- Bührer ( Suisse)
- Calvet SA ( France)
- Carraro ( Italie)
- Case IH (USA)
- Carre SAS ( France)
- CIG (Ferrand, Razol)  ( France)
- Claas ( Allemagne)
- CML - LEPRETRE Construction ( France)
- CMS Constructeur ( France)
- CNH Industrial (Case IH ; FiatAgri ; New Holland ; Steyr ; Steiger ; Braud)  ( Italie)
- Dangreville ( France)
- Deguillaume Authentic
- Delaplace  ( France)
- Demblon ( France)
- Desvoys ( France)
- Dhugues ( France)
- Dussau distribution ( France)
- Emak SpA, dont marque Oleo-Mac ( Italie)
- Euromark ( France)
- Exel Industries (Hardi-Evrard; Berthoud ; Tecnoma ; Caruelle-Nicolas ; CMC ; Matrot ; Moreau ; Herriau)  ( France)
- Faresin industrie ( Italie)
- Fendt ( Allemagne)
- Fliegl-Agrartechnik ( Allemagne)
- Franquet ( France)
- Galucho ( Portugal)
- Gilibert ( France)
- Gourdon ( France)
- Grégoire-Besson (Rabe Agri) ( France)
- Grimme ( Allemagne)
- GYRAX ( France)
- Horsch ( Allemagne)
- International Harvester
- Impact ( Canada)
- IRRIFRANCE ( France)
- JB Industrie ( France)
- JCB ( Royaume-Uni)
- Jeantil ( France)
- John Deere ( États-Unis)
- JOSKIN S.A. ( Belgique)
- Kirpy ( France)
- Kirovets ( Russie)
- Köckerling ( Allemagne)
- Krone ( Allemagne)
- Kubota ( Japon)
- Kuhn ( France)
- Kverneland Group (Kverneland ; Lagarde ; Taarup ; Rau Vicon ; Rivierre-Casalis)
- Leboulch ( France)
- Lacampagne ( France)
- Lagarde ( France)
- Lely ( Pays-Bas)
- Lemken ( Allemagne)
- Lindner ( Autriche)
- Lucas G   ( France)
- Manitou ( France)
- Maschio Gaspardo ( Italie)
- MaterMacc ( Italie)
- Mauguin-Citagri ( France)
- Maupu ( France)
- Monosem ( France)
- MX ( France)
- Naïo Technologies ( France)
- Perard ( France)
- Pichon ( France)
- Ploeger
- Pöttinger ( Autriche)
- Quivogne ( France)
- Rapid Holding ( Suisse)
- Rolland ( France)
- Ropa ( Allemagne)
- Rostselmash (Versatile) ( Russie)
- SARL Micheletti ( France)
- SDF Group (SAME ; Lamborghini ; Hürlimann ; Deutz-Fahr ; Grégoire) ( Italie)
- Seko Industries ( Italie)
- SIAM (Société Industrielle d'Applications Mécaniques) ( France)
- SIP Agricultural Machinery ( Slovénie)
- STEIMER ( France)
- Sulky-Burel ( France)
- Supertino ( Italie)
- Techmagri ( France)
- Tumosan ( Turquie)
- Väderstad (Suède)
- Vassalli ( Argentine)
- Vencomatic Group ( Pays-Bas)
- Warzée ( Belgique)
- Weidemann ( Allemagne)
- Zanello ( Argentine)
- Zetor ( République tchèque)